# Julio Salinas
Julio Salinas Fernández (Bilbao, 11 september 1962) is een Spaans voormalig profvoetballer die als aanvaller speelde. Hij kwam uit voor onder meer Athletic Bilbao, FC Barcelona en Deportivo La Coruña. Salinas speelde 56 keer in het Spaans voetbalelftal.

## Clubcarrière
Salinas debuteerde in het seizoen 1982/83 samen met zijn broer Patxi bij Athletic de Bilbao, waar hij tot 1986 speelde. Met de Baskische trots won de aanvaller tweemaal de landstitel (1982/83, 1983/84) en een keer de Copa del Rey (1983/84). Vervolgens stond Salinas twee seizoenen onder contract bij Atlético Madrid. In het seizoen 1988/89 werd de Baskische aanvaller door Johan Cruijff naar FC Barcelona gehaald, waar hij vele prijzen won: vier landstitels (1990/91, 1991/92, 1992/93, 1993/94), een Copa del Rey (1989/90), drie Supercopas (1988, 1991, 1992), de Europa Cup I (1991/92), de Europa Cup II (1988/89) en de UEFA Supercup (1992/93).
Na zijn periode bij FC Barcelona speelde Salinas in Spanje bij Deportivo La Coruña (1994/95) en Sporting Gijón (1995-1997). Daarna stond hij twee jaar onder contract bij Yokohama Marinos uit Japan. In januari 1999 keerde Salinas terug naar Spanje, waar hij voor Deportivo Alavés ging spelen. In april 2000 besloot Salinas zijn carrière als profvoetballer te beëindigen. In totaal speelde hij 395 wedstrijden in de Primera División, waarin hij 152 goals maakte.

## Interlandcarrière
Salinas speelde 56 interlands voor Spanje, waarin hij 22 doelpunten maakte. Hij debuteerde op 22 januari 1986 tegen het Sovjet-Russisch voetbalelftal. De aanvaller was actief op de WK's van 1986, 1990 en 1994 en de EK's van 1988 en 1996.

## Erelijst
| Competitie                |                 |                                    |                 |                 |
| Competitie                | Aantal          | Jaren                              |                 |                 |
| Athletic Bilbao           | Athletic Bilbao | Athletic Bilbao                    | Athletic Bilbao | Athletic Bilbao |
| ------------------------- | --------------- | ---------------------------------- | --------------- | --------------- |
| Kampioen Primera División | 2x              | 1982/83, 1983/84                   |                 |                 |
| Copa del Rey              | 1x              | 1983/84                            |                 |                 |
| Supercopa de España       | 1x              | 1984                               |                 |                 |
| FC Barcelona              |                 |                                    |                 |                 |
| Kampioen Primera División | 4x              | 1990/91, 1991/92, 1992/93, 1993/94 |                 |                 |
| Copa del Rey              | 1x              | 1989/90                            |                 |                 |
| Supercopa de España       | 3x              | 1988, 1991, 1992                   |                 |                 |
| Europa Cup 1              | 1x              | 1991/92                            |                 |                 |
| Europacup II              | 1x              | 1988/89                            |                 |                 |
| UEFA Super Cup            | 1x              | 1992                               |                 |                 |
| Deportivo La Coruña       |                 |                                    |                 |                 |
| Copa del Rey              | 1x              | 1994/95                            |                 |                 |

1 Zubizarreta ·
2 Tomás ·
2 Camacho  ·
4 Maceda ·
5 Víctor Muñoz ·
6 Gordillo ·
7 Señor ·
8 Goikoetxea · 
9 Butragueño ·
10 Carrasco ·
11 Julio Alberto ·
12 Setién ·
13 Urruti ·
14 Gallego ·
15 Chendo ·
16 Rincón ·
17 Francisco ·
18 Calderé ·
19 Salinas ·
20 Eloy ·
21 Míchel ·
22 Ablanedo ·
Coach: Miguel Muñoz
1 Zubizarreta ·
2 Tomás ·
2 Camacho  ·
4 Andrinúa ·
5 Víctor Muñoz ·
6 Calderé ·
7 Salinas ·
8 Sanchís · 
9 Butragueño ·
10 Eloy ·
11 Gordillo ·
12 Rodríguez ·
13 Buyo ·
14 Gallego ·
15 Eusebio ·
16 Bakero ·
17 Begiristain ·
18 Soler ·
19 Vázquez ·
20 Míchel ·
Coach: Miguel Muñoz
1 Zubizarreta ·
2 Chendo ·
3 Jiménez ·
4 Andrinúa ·
5 Sanchís ·
6 Vázquez ·
7 Pardeza ·
8 Flores · 
9 Butragueño  ·
10 Gómez ·
11 Villarroya ·
12 Alkorta ·
13 Ablanedo ·
14 Górriz ·
15 Roberto ·
16 Bakero ·
17 Hierro ·
18 Paz ·
19 Salinas ·
20 Manolo ·
21 Míchel ·
22 Ochotorena ·
Coach: Suárez
1 Zubizarreta  ·
2 Ferrer ·
3 Otero ·
4 Camarasa ·
5 Abelardo ·
6 Hierro ·
7 Goikoetxea ·
8 Guerrero · 
9 Guardiola ·
10 Bakero ·
11 Begiristain ·
12 Sergi Barjuán ·
13 Cañizares ·
14 Juanele ·
15 Caminero ·
16 Miñambres ·
17 Voro ·
18 Alkorta ·
19 Salinas ·
20 Nadal ·
21 Enrique ·
22 Lopetegui ·
Coach: Clemente
1 Zubizarreta  ·
2 López ·
3 Belsué ·
4 Alkorta ·
5 Abelardo ·
6 Hierro ·
7 Amavisca ·
8 Guerrero ·
9 Pizzi ·
10 Donato ·
11 Alfonso ·
12 Sergi Barjuán ·
13 Cañizares ·
14 Kiko ·
15 Caminero ·
16 Otero ·
17 Manjarín ·
18 Amor ·
19 Salinas ·
20 Nadal ·
21 Enrique ·
22 Molina ·
Coach: Clemente